# Roman Gołębiewski
Roman Bronisław Gołębiewski (ur. 1 września 1969) – polski fizyk i akustyk, doktor habilitowany nauk fizycznych; specjalizuje się w akustyce środowiska, nauczyciel akademicki Uniwersytetu im. Adama Mickiewicza w Poznaniu.

## Życiorys
Studia z fizyki ukończył w 1993 na poznańskim UAM, gdzie następnie został zatrudniony i zdobywał kolejne awanse akademickie w Instytucie Akustyki. Stopień doktorski uzyskał w 2000 roku na podstawie pracy pt. Źródło liniowe w ruchu - generacja i propagacja hałasu kolejowego (promotorem był prof. Rufin Makarewicz). Habilitował się w 2015 na podstawie oceny dorobku naukowego i rozprawy pt. Prognozowanie hałasu samochodowego. 
Na macierzystym Wydziale Fizyki UAM pracuje jako adiunkt w Zakładzie Akustyki Środowiska Instytutu Akustyki. Prowadzi zajęcia m.in. z programowania w Matlabie, hałasu komunikacyjnego, nowych technik audioprotetycznych oraz komputerowego dopasowanie aparatów słuchowych. W pracy badawczej zajmuje się takimi zagadnieniami jak: generacja i propagacja hałasu kolejowego i samochodowego z uwzględnieniem warunków atmosferycznych oraz ciche nawierzchnie drogowe.
Swoje prace publikował m.in. w "Noise Control Engineering Journal", "Applied Acoustics", "Archives of Acoustics" oraz "The Journal of the Acoustical Society of America"